# Шопша
Шо́пша — река в России, протекает в Ярославской области.
Река берёт начало неподалёку от села Шопша. Течёт на северо-восток. Устье реки находится около посёлка городского типа Красные Ткачи в 50 км по левому берегу реки Которосль. Длина реки составляет 19 км, площадь водосборного бассейна 77,1 км².

## Данные водного реестра
По данным государственного водного реестра России относится к Верхневолжскому бассейновому округу, водохозяйственный участок реки — Волга от Рыбинского гидроузла до города Кострома, без реки Кострома от истока до водомерного поста у деревни Исады, речной подбассейн реки — Волга ниже Рыбинского водохранилища до впадения Оки. Речной бассейн реки — (Верхняя) Волга до Куйбышевского водохранилища (без бассейна Оки).
Код объекта в государственном водном реестре — 08010300212110000011054.